# Hammatolobium
Hammatolobium, biljni rod iz porodice mahunarki. Postoje dvije vrste, H. lotoides, rasprostranjena od Grčke do Turske, Libanona i Sirije, i H. kremerianum u Alžiru i Maroku

## Vrste
1. Hammatolobium kremerianum (Coss.) C.Muell.
2. Hammatolobium lotoides Fenzl

## Sinonimi
- Ludovicia Coss.; Bull. Soc. Bot. Fr. 3: 674 (1856)